# Porcellio orarum
Porcellio orarum là một loài chân đều trong họ Porcellionidae. Loài này được Verhoeff miêu tả khoa học năm 1910.